# Simson SR4-1
Simson SR4-1 Spatz – motorower produkowany w latach 1964 – 1970. Zastąpił on model SR2 i rozpoczął nową serię Simsonów – SR4. Jest to pierwsza wersja produkowana pod nazwą Spatz – Wróbel (nazwa wybrana ze względu na wygląd który przypominał owego ptaka).
Seria Simsonów SR4 to najbardziej zaawansowane technicznie motorowery jak na swoje lata. Wiele podzespołów i części z systemem modułowym były stosowane w innych pojazdach marki Simson.

## Modele Simsona SR4-1
- SR4-1 P (1964-1967) – najuboższa wersja modelu SR4-1 posiadająca jedynie pedały jako rozrusznik silnika
- SR4-1 K (1964-1967) – wersja bogatsza różniąca się innym sposobem rozruchu silnika – za pomocą kickstartera
- SR 4-1 SK (1967-1970) – wersja po tzw. liftingu, także z rozrusznikiem nożnym (kickstarterem)

## Podstawowe dane techniczne

### SR4-1 P / K
- Silnik spalinowy – dwusuwowy, jednocylindrowy typ Sö 4-1 P/K
- Moc – 1,45 kW (2,1 KM) przy 5400 obr./min
- Zużycie paliwa – 2,5l/100km
- Prędkość maksymalna – 50 km/h
- Średnica cylindra 42 mm
- Skok tłoka 38 mm
- Skrzynia biegów o 2 przełożeniach
- Przeniesienie napędu – łańcuch
- Instalacja elektryczna 6 V
- Hamulce – bębnowe
- Masa – 68 kg

### SR4-1 S
- Silnik spalinowy – dwusuwowy, jednocylindrowy typ M 52 KH
- Moc – 1,7 kW (2,3 KM) przy 5250 obr./min
- Zużycie paliwa – 2,3l/100km
- Prędkość maksymalna – 50 km/h
- Średnica cylindra 40 mm
- Skok tłoka 39,5 mm
- Skrzynia biegów o 2 przełożeniach
- Przeniesienie napędu – łańcuch
- Instalacja elektryczna 6 V
- Hamulce – bębnowe
- Masa – 68 kg